# رصد المادة الصغيرة
جهاز مراقبة المادة الصغيرة أو SAM عبارة عن جهاز مراقبة مصمم لفحص العناصر الصغيرة التي يصل وزنها إلى 50 رطلاً بحثًا عن التلوث الإشعاعي. 
تستخدم ستة كاشفات وميض بلاستيكية، واحد في كل من الأعلى والأسفل والخلفي والجانب الأيسر والأيمن من الغرفة، بالإضافة إلى واحد في الباب. يتم التحكم في تشغيل الأداة من محطة متكاملة. يقوم الجهاز بإجراء اختبار ذاتي ويكتسب عددًا جديدًا في الخلفية في كل مرة يتم فيها تشغيله. 
كما أنها تراقب عملها أثناء الاستخدام العادي وتشير إلى أي أعطال. 
يعمل بشكل مستمر، ويحدّث الخلفيات في حالة عدم وجود وزن داخل الغرفة. يتم بدء حساب جديد في كل مرة يتم فيها اكتشاف تسلسل فتح/ إغلاق الباب.
بسبب التداخل الكلي، قد يصبح عداد جيجر غير فعال داخل جدران مبنى الاحتواء النووي لفحص المواد الفردية (مثل الملابس والأدوات وما إلى ذلك) بحثًا عن تلوث معين. يمكن لنظام SAM قياس التلوث النووي لمواد معينة دون تدخل من بيئته الخارجية بسبب سمك غلافه الرصاصي. يتراوح وزن أنظمة SAM من 1900 رطل إلى 3500 رطل.